# 劉洛忠
劉洛忠閣下，SC (1959年3月20日－)，澳洲資深大律師、澳洲工黨政治家，前南澳州副州長、南澳州律政廳長、南澳州眾議局恩埠選區議員。

## 法律生涯
劉洛忠在1981獲南澳州最高法院認許為律師和大律師。在1985至1988年間，他在霍克政府擔任顧問。期後亦為工黨、行政部門提供法律意見。
劉洛忠辭去相關政治顧問後，成為Duncan & Hannon的律師，後來成為Johnston & Withers的大律師。劉洛忠為為Johnston & Withers合伙人後， 他在阿德萊德設立一間私人律師樓，從前工業、就業、傷人等法律訴訟事務。1998年加入Murray Chambers律師行。
劉洛忠曾在南澳州勞資關係委員會出庭49次、勞資審裁法庭出庭22次、南澳州最高法院出庭15次、澳洲聯邦法院出庭7次（包括一次在出任律政司任內）。

## 從政生涯
劉洛忠代表工黨在1993年聯邦選舉參選眾議院，作為政治新丁，他以輕微1.6%得票差距敗給自由黨的克里斯・蒂娜斯。
劉洛忠在2002年南澳州選舉中，選擇出戰工黨票倉恩埠選區。恩埠選區前身為落時士馬富選區，原任議員為賈來華（Ralph Clarke）。賈來華在工黨地區支部中的黨內選舉勝出，原定出戰連任。惟工黨總部決定空降劉洛忠取代該區工黨的選舉名單，迫使賈來華以獨立候選人參選。賈來華最後再第一輪以23%得票落選，而劉洛忠在第一輪輕鬆獲得35.9%勝出後，在第二輪投票以65.9%勝出，成為眾議局議員。
劉洛忠在2004年推動《房地產改革條例》為人所知，目的是試圖阻止行業慣例，如拍賣中的虛構競標（Dummy Bidding）。
2006年，劉洛忠轉戰新選區恩埠選區，第一輪選舉以63.4%勝出，在第二輪以74.5%勝出選舉，成功連任。2010年選舉中，劉洛忠的選情稍作動搖，第一輪得票52.6%，而第二輪得票60.5%，再次連任。
2010年，劉洛忠接替艾建信（Michael Atkinson）出任南澳州律政廳長。劉洛忠被形容和艾建信一樣為社會保守人士（Social Conservative）。
劉洛忠接替艾建信出任律政廳長後，表示批准推行R18+成人遊戲分類。相關問題受到廣泛傳媒關注，劉洛忠顯示出與艾建信不同的立場，考慮引入R18+分類。
2011年2月，霍理基辭去副州長後，劉洛忠獲擢升繼任。
2016年11月22日，劉洛忠獲南澳州最高法院認可為資深大律師。

### 官職
除了出任副州長和律政廳長外，劉洛忠在南澳州內閣出任以下職位：
- 司法改革司（Minister for Justice Reform）
- 規劃司（Minister for Planning）
- 勞資關係司（Minister for Industrial Relations）
- 保護兒童事務改革司（Minister for Child Protection Reform）
- 公營機構司（Minister for the Public Sector）
- 消費及商業事務司（Minister for Consumer and Business Services）
- 阿德萊德政務司（Minister for City of Adelaide）

## 個人生活
劉洛忠中學就讀亨利中學（Henley High School），亦居住在亨利海灘。劉洛忠夫人為司徒就市政局議員劉安那。 劉洛忠喜欢烹飪、園藝和閱讀書籍。